# Conferência dos Sete Mil Quadros
A Conferência dos Sete Mil Quadros (chinês simplificado: 七千人大会; chinês tradicional: 七千人大會), ou Conferência dos 7.000 Quadros, foi uma das maiores conferências de trabalho já realizadas pelo Partido Comunista da China (PCC) em Pequim, China, de 11 de janeiro a 7 de fevereiro de 1962. A conferência contou com a presença de mais de 7.000 funcionários do partido em todo o país, com foco nas questões do Grande Salto Adiante, que resultou na morte de dezenas de milhões na Grande Fome Chinesa. Mao Tsé-Tung fez uma autocrítica durante a conferência, após a qual ele assumiu um papel semi-aposentado, deixando futuras responsabilidades para Liu Shaoqi e Deng Xiaoping.

## História da conferência

Zhu De, Zhou Enlai, Liu Shaoqi, Deng Xiaoping e Mao Tsé-Tung (julho de 1962).

Na conferência, Liu Shaoqi, o 2º Presidente da China, fez um importante discurso que atribuiu formalmente 30% da fome a desastres naturais e 70% a erros cometidos pelo homem. As políticas de Mao Tsé-Tung foram criticadas, mas Lin Biao continuou seus elogios a Mao. A conferência promoveu o "centralismo democrático" dentro do Partido Comunista.
Após a Conferência de 7.000 Quadros, Liu Shaoqi juntamente com Deng Xiaoping realizaram algumas reformas econômicas, como sanzi yibao (三自一 包), que permitiu o mercado livre (em certo grau) e a responsabilidade doméstica pela produção agrícola. As reformas aliviaram até certo ponto as dificuldades econômicas após o Grande Salto Adiante.

## Influência e consequências
No entanto, o desacordo entre Mao e Liu (e Deng) tornou-se cada vez mais aparente, especialmente no apelo de Mao para "nunca esquecer a luta de classes". Em fevereiro de 1964, Mao criticou as reformas econômicas e as descreveu aos líderes estrangeiros como "tentativas de minar o coletivismo socialista e destruir o socialismo".
Em 1963, Mao lançou a Campanha de Educação Socialista e, em 1966, lançou a Revolução Cultural para voltar ao centro do poder. Liu foi perseguido até a morte na Revolução Cultural como um "traidor" e "caminho capitalista", enquanto Deng foi expurgado duas vezes. Lin Biao, no entanto, foi formalmente selecionado como sucessor de Mao em 1969.